# پیاسنزین
| سامانه   | ردیف     | اشکوب      | میلیون سال پیش |
| -------- | -------- | ---------- | -------------- |
| کواترنری | پلیستوسن | گالئاسین   | → پس از آن     |
| نئوژن    | پلیوسن   | پیاچنزین   | ۲٫۵۸۸–۳٫۶۰۰    |
| نئوژن    | پلیوسن   | زانکلین    | ۳٫۶۰۰–۵٫۳۳۲    |
| نئوژن    | میوسن    | مسینین     | ۵٫۳۳۲–۷٫۲۴۶    |
| نئوژن    | میوسن    | تورتونین   | ۷٫۲۴۶–۱۱٫۶۰۸   |
| نئوژن    | میوسن    | سراوالین   | ۱۱٫۶۰۸–۱۳٫۶۵   |
| نئوژن    | میوسن    | لانگین     | ۱۳٫۶۵–۱۵٫۹۷    |
| نئوژن    | میوسن    | بوردیگالین | ۱۵٫۹۷–۲۰٫۴۳    |
| نئوژن    | میوسن    | آکوئیتانین | ۲۰٫۴۳–۲۳٫۰۳    |
| پالئوژن  | الیگوسن  | چاتین      | → پیش از آن    |

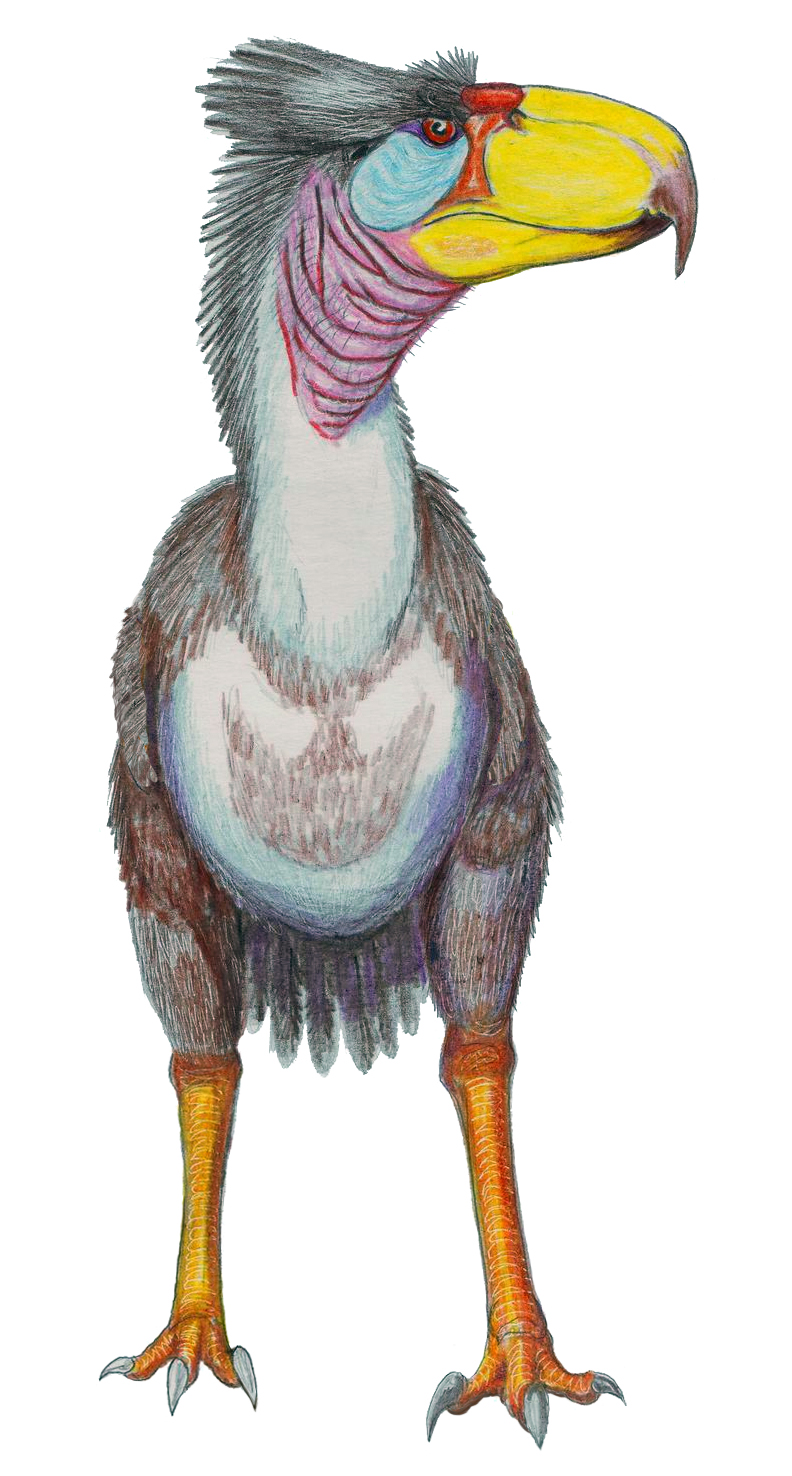
بازسازی پرنده وحشت

پیاچنزین (Piacenzian) یا پلیوسن پسین یکی از مقیاس‌های زمانی زمین‌شناسی و آخرین دوره پلیوسن به‌شمار می‌رود. این دوره به ۳٫۶ تا ۲٫۵۸۸ میلیون سال پیش بازمی‌گردد. پلیوسن بخشی از عهد چهارم زمین‌شناسی است.
پیاچنزین در مقیاس زمانی زمین‌شناسی بین‌المللی، بالاترین اُشکوب یا واپسین اشکوب پلیوسن به‌شمار می‌رود. این دوره زمانی بین ۳٫۶ ± ۰٫۰۰۵ میلیون سال پیش تا ۲٫۵۸ میلیون سال پیش را دربر می‌گیرد. پیاچنزین پس از زانکلین و پیش از گلاسین (که بخشی از پلیستوسن است) قرار دارد.
پیاچنزین تقریباً با دورهٔ پستانداران خشکی‌زی اروپا موسوم به MN 16 هم‌زمان است، با اواخر چاپادمالالان و آغاز اوکویین در دورهٔ پستانداران آمریکای جنوبی همپوشانی دارد و در محدودهٔ دورهٔ گسترده‌تر بلانکن در پستانداران خشکی‌زی آمریکای شمالی قرار می‌گیرد. همچنین با دوره‌های منطقه‌ای آستین، ردونین، روورین و رومنین در اروپا و دوره‌های وایپیپین و مانگاپانین در نیوزیلند همبستگی دارد. برخی منابع سازند رد کرگ و دورهٔ والتونین در بریتانیا را مربوط به پیاچنزین می‌دانند، در حالی که برخی دیگر آن‌ها را متعلق به پلیستوسن آغازین می‌دانند.
در دورهٔ پیاچنزین، میزان دی‌اکسید کربن در جو مشابه میزان کنونی بود و میانگین دمای جهانی ۲ تا ۳ درجهٔ سانتی‌گراد بالاتر از امروز و سطح دریاها حدود ۲۰ متر بالاتر بود؛ از این رو، این دوره به‌عنوان نمونه‌ای مهم برای پیش‌بینی آیندهٔ زمین در شرایط افزایش دی‌اکسید کربن در نظر گرفته می‌شود.

## تعریف
پیاچنزین نخستین‌بار در ۱۸۵۸ توسط کارل مایر-ایمار چینه‌شناس اهل سوئیس در متون علمی معرفی شد. این نام از شهر پیاچنتسا در ایتالیا گرفته شده است.
پایهٔ پیاچنزین با آغاز منطقهٔ زمانی چینه‌ای گاوس و با انقراض دو گونه پلانکتونی روزن‌داران به نام‌های Globorotalia margaritae و Pulleniatina primalis تعریف می‌شود. نقطه و برش چینه‌گون مرزی جهانی برای این اشکوب در پونتا پیکولا در سیسیل ایتالیا قرار دارد.
پایان پیاچنزین (آغاز سامانهٔ کواترنری و ردهٔ پلیستوسن) به‌صورت مغناطیسی‌چینه‌ای با آغاز گاه‌بازهٔ ماتویاما (C2r) (در وارونگی گاؤس-ماتویاما) و مرحلهٔ ایزوتوپی ۱۰۳ تعریف شده است. بالاتر از این نقطه، انقراض‌های چشمگیری در نانوفسیل‌های آهکی رخ داده است: گِرداَختر پنج‌پرتو و گرداختر شاخه‌مانند.

## اقلیم
پیاچنزین واپسین دوره پیش از آغاز یخبندان کواترنری در نیم‌کرهٔ شمالی است. یخسار جنوبگان در این دوره گستردگی کمتری نسبت به امروز داشت و سطح دریاها حدود ۲۰ متر بالاتر بود. میانگین دمای جهانی ۲ تا ۳ درجه سانتی‌گراد گرم‌تر از دورهٔ پیشاصنعتی بود. در دوره گرم پیاچنزین میانه غلظت دی‌اکسید کربن در اوج خود به حدود ۳۸۹ پی‌پی‌ام (در بازهٔ ۳۸۱ تا ۴۲۷ پی‌پی‌ام با اطمینان ۹۵٪) رسید که با غلظت دههٔ ۲۰۱۰ میلادی مشابه است؛ بنابراین پیاچنزین می‌تواند به‌عنوان الگویی برای آیندهٔ اقلیم و سطح دریاها در صورت پایداری سطح دی‌اکسید کربن در این حدود استفاده شود. به‌ویژه، در میان‌دورهٔ میان‌یخبندان KM5c که در دورهٔ گرم پیاچنزین میانی رخ داد، چرخه‌های میلانکوویچ مشابه با وضعیت کنونی بود و پراکندگی تابش خورشیدی نیز مشابه امروز گزارش شده است.
اقلیم پیاچنزین در آمریکای شمالی احتمالاً با دوره‌ای گرم و نسبتاً مرطوب آغاز شد که پس از یک دورهٔ کوتاه خنک در زانکلین پدید آمد. نهشته‌های رسوبی و صدف‌داران پیاچنزین با بالا آمدن سطح دریا مطابقت دارند و منجر به تشکیل زیردریاهای تامیامی و جکسون در فلوریدا، زیردریای Duplin عمدتاً در کارولینای جنوبی، و زیردریای یورک‌تاون در آوتر بنکز و نواحی درونی کارولینای شمالی شدند. این تاریخ‌گذاری‌ها بر اساس جنس‌ها و گونه‌های صدف‌داران انجام شده‌اند.

## خاستگاه سردهٔ انسان
پایان پیاچنزین ممکن است زمانی باشد که سردهٔ انسان از سردهٔ نیایی خود استرالوپیتکوس پدید آمد. اگرچه قدیمی‌ترین فسیل‌هایی که به‌طور قطعی متعلق به گونهٔ انسان ماهر دانسته شده‌اند، کمی پس از پایان پیاچنزین (۲٫۵۸ میلیون سال پیش) هستند، یک فک فسیل‌شده که ویژگی‌های میانی میان Australopithecus و Homo habilis را نشان می‌دهد، در مثلث عفار در سال ۲۰۱۵ کشف شد. این فسیل توسط دانشجوی اتیوپیایی، «چالاشیو سیوم»، در محوطه‌ای به نام Ledi-Geraru بین رود میل و رود آواش، در منطقه عفار (نزدیک ۱۱°۲۲′شمالی ۴۰°۵۲′شرقی / ۱۱٫۳۶°شمالی ۴۰٫۸۶°شرقی) یافت شد. بر پایهٔ شواهد زمین‌شناسی از منطقهٔ عفار، این فرد اندکی پس از یک دگرگونی اقلیمی ناگهانی زندگی می‌کرده، زمانی که جنگل‌ها و منابع آبی سریعاً جای خود را به دشت‌های گرم و خشک دادند. مجلهٔ Science می‌نویسد: «فسیل‌های مهره‌داران، گویای تغییرات گستردهٔ جانوری هستند که به زیستگاه‌هایی باز و احتمالاً خشک‌تر از آنچه پیش‌تر در این منطقه بازسازی شده بود، اشاره دارد، و با نظریه‌هایی که نقش محیط را در فرگشت انسان‌تباران تأیید می‌کنند، هم‌راستاست.» این تفسیر با فرضیه‌هایی همخوان است که ساتوشی کانازاوا را به‌عنوان زیستگاه نیایی شکل‌دهندهٔ فرگشت اولیهٔ سردهٔ انسان و دیگر انسان‌تباران در نظر می‌گیرند.